# Shoa-Gedenkstein (Weimar)

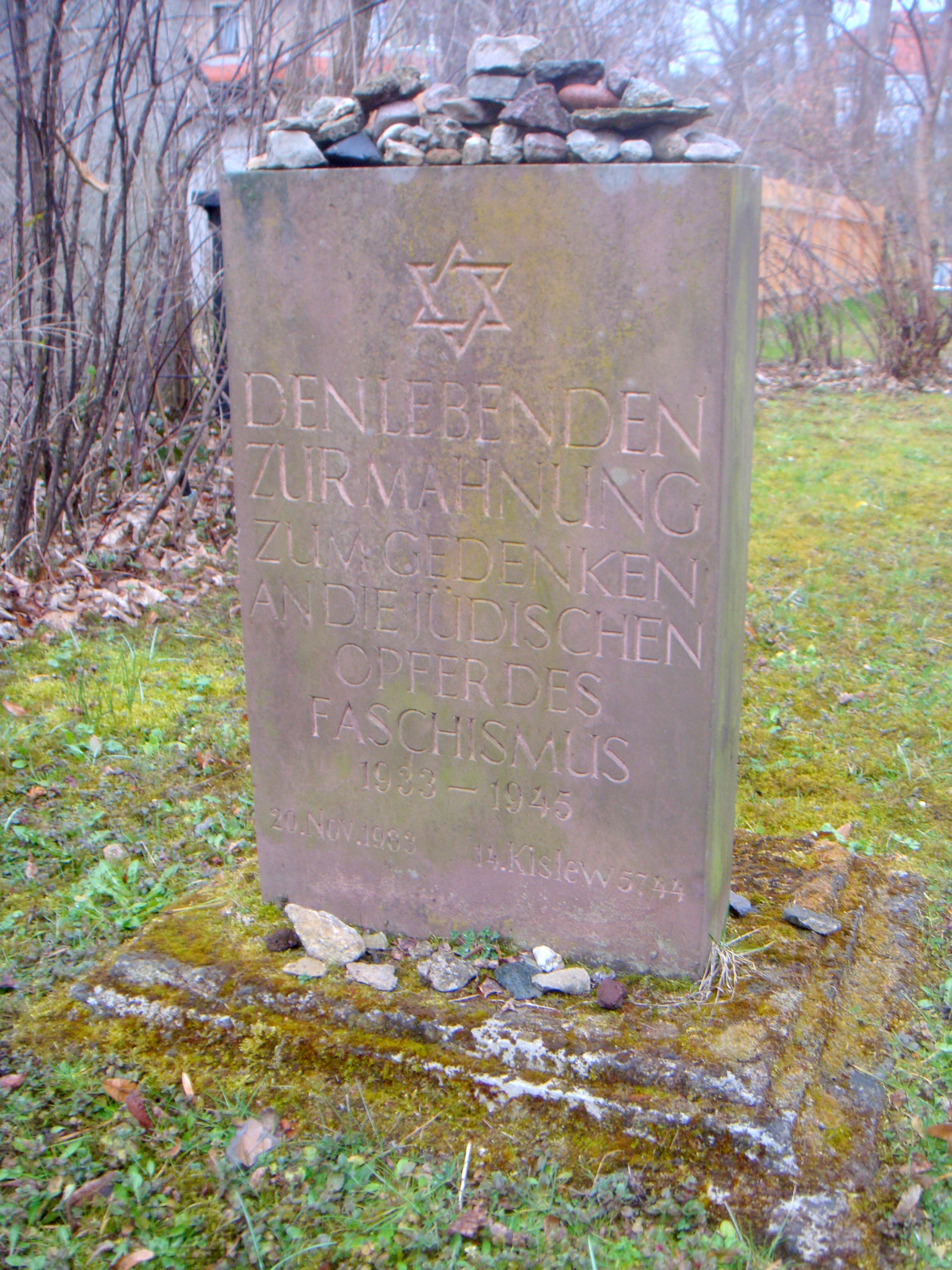
Gedenkstein für die Shoa-Opfer 1983

Auf dem Jüdischen Friedhof in Weimar befindet sich ein Shoa-Gedenkstein, der anlässlich der Wiedereinweihung des Friedhofes am 20. November 1983 dort aufgestellt wurde. Geschaffen hatte diesen Gedenkstein der Steinmetzmeister Kurt Stiefel aus rotem Tonndorfer Sandstein. Er ist relativ unscheinbar, obwohl er gleich hinter dem Eingangstor der erste Gedenkstein des Friedhofs ist.
Unter den auf den Steinblock eingemeißelten Davidstern ist die Inschrift angebracht: 
DEN LEBENDEN

ZUR MAHNUNG

ZUM GEDENKEN

AN DIE JÜDISCHEN

OPFER DES

FASCHISMUS

1933-1945

20. Nov. 1933  14. Kislew 5744